# Franz Siebe
Franz Siebe (* 10. März 1898 in Metz; † 24. September 1970 in Georgsmarienhütte) war ein deutscher Politiker (CDU) und Mitglied des Niedersächsischen Landtages.

## Leben
Franz Siebe kam im Jahr 1904 als Waise nach Glane in den Kreis Osnabrück-Land und besuchte dort die Volksschule, danach absolvierte er eine Lehre als Schlosser. Schon als Jugendlicher war er Mitglied der Christlichen Gewerkschaft. In den Jahren 1917–1919 leistete er Militärdienst, nach dessen Ende kehrte er in den erlernten Beruf als Schlosser zurück. 
Vom 20. April 1947 bis 30. April 1951 war er Mitglied des Niedersächsischen Landtages (1. Wahlperiode), seit dem 28. März 1951 als Mitglied der  DP/CDU-Fraktion. 
Nach ihm wurde in Georgsmarienhütte eine Straße benannt. 